# Токи (Хабаровский край)
То́ки — посёлок сельского типа в Ванинском районе Хабаровского края. Расположен в 7 километрах от райцентра — посёлка городского типа Ванино, на берегу материковой части Татарского пролива.

## История
Первоначально был жилищный массив при лесозаводе: ул. Токинская, Строителей, Зелёная, 65-лет Октября и жилмассив при станции — ул. Железнодорожная. Хотя оба образования административно были отнесены к п. Ванино, фактически поселение и ж/д станция были известны как посёлок/вокзал Токи (по названию мыса Токи, острова Токи и озера Токи в 4-5 км северо-восточнее).
Помимо лесоперерабатывающего завода и железнодорожной станции, в непосредственной близости от посёлка были расположены различные военные базы хранения. На мысе Токи для обороны побережья были построены бетонные подземные объекты береговой батареи № 959 Советско-Гаванской ВМБ ТОФ, рассчитанной на размещение четырёх 130-мм пушек типа Б-13.
Осенью 1976 года на территории Хабаровского края был сильнейший пожар за всю историю 20-го века. Возле п. Токи в те времена находился склад РАВ (ракетно-артиллерийского вооружения), и на момент пожара возле склада стоял железнодорожный состав с ракетами к установкам залпового огня типа «Град», который не успели ни разгрузить, ни отогнать. От горящего леса огонь перекинулся на вагоны, и ракеты стали хаотично разлетаться вокруг, не взрываясь, но ракетные двигатели догорали уже на земле. Дома в Токах были деревянные, этими ракетами посёлок был подожжён, и он практически весь сгорел. После пожара токинцев расселяли по району, куда только могли, а посёлок экстренно отстраивали заново. Деревянные двухэтажные дома барачного типа возле лесоперерабатывающего завода, построенные как временное жильё, стоят и заселены до сих пор. Улица Железнодорожная после пожара застроена типовыми пятиэтажными зданиями.
Образован официально посёлок Токи в 1985 году как село, в результате разукрупнения посёлка Ванино. В 1992 году переименован в «посёлок сельского типа».
Муниципальный жилищный фонд поселка составляют 52 дома общей площадью 42,4 тыс.кв.м. Государственный жилищный фонд — 6 домов общей площадью 8,3 тыс.кв.м. Частный жилищный фонд — 3 дома общей площадью 0,4 тыс. м².
15 км западнее от п. Токи находятся развалины бывшего закрытого военного городка № 5, известного в своё время как п. Токи-2.

## Население
Общая численность населения в поселке Токи, по состоянию на 2009 год, составляет 2680 человек, из них 1222 мужчин и 1458 женщин.
| 1992  | 2002  | 2010  | 2011  | 2012  | 2013  | 2014  |
| ----- | ----- | ----- | ----- | ----- | ----- | ----- |
| 3100  | ↘2661 | ↘2505 | ↘2485 | ↘2427 | ↘2394 | ↘2327 |
| 2015  | 2016  | 2017  | 2018  | 2019  | 2020  | 2021  |
| ↘2317 | ↘2263 | ↘2238 | ↘2139 | ↗2143 | ↗2157 | ↗2209 |

## Экономика
В посёлке имеется узловая железнодорожная станция 1 класса, парк Токи, сортировочный парк. На территории поселка также находится Комсомольская дистанция гражданских сооружений НГЧ-8 (домоуправление № 44).
С развалом СССР лесоперерабатывающий завод, специализирующийся на производстве различных пиломатериалов, постепенно свернул свою деятельность.
На юго-восточной оконечности бухты Мучке (в 1,5 км от посёлка) уже в 21-м веке построен железнодорожный терминал «Дальтрансуголь» и ванинский балкерный терминал ОАО «СУЭК». Данные предприятия осуществляют перегрузочные работы и отправку морем каменного угля на экспорт в страны АТР. В настоящее время (2015—2016 гг) на восточной и северо-восточной окраине посёлка ведутся крупномасштабные ландшафтные и строительные работы, позиционируемые как «расширение порта Ванино» — строится угольный терминал компании «Сахатранс» — крупный погрузочно-перегрузочный комплекс проектной мощностью до 90 вагонов угля в час. Помимо работ по строительству терминала, проводятся работы по увеличению пропускной способности железной дороги — конечного участка БАМ, а в связи со строительством подъездных ж/д путей произведён перенос полуторакилометрового участка автодороги 08К-14 Ванино-Монгохто.
Население посёлка обслуживают 10 торговых точек, 1 объект общественного питания и 1 парикмахерская.
Электроснабжение в посёлке централизованное. Электрические сети находятся на обслуживании ВМП «Энергосеть». Теплоснабжение и горячее водоснабжение поселка осуществляет одна отопительная котельная обслуживаемая ООО «Янтарь». Тепловые сети, сети водоснабжения и канализации и очистные сооружения также находятся на обслуживании ООО «Янтарь».
На северной окраине посёлка Токи расположен полигон бытовых отходов (Ванинская городская свалка).
Также в непосредственной близости от посёлка находятся объекты Министерства обороны (склады, как действующие, так и брошеные).
Общая протяженность дорог сельского поселения составляет 7000 м, из них с усовершенствованным покрытием 4400 м. Посёлок Токи связан автобусным сообщением с райцентром и др. населёнными пунктами: маршруты № 7, № 12, № 103 и № 104.

## Образование и культура
Имеется сельский дом культуры (филиал МУ «РДК») и библиотека (филиал МУ «ЦБС»). В поселении находится 3 образовательных учреждения: средняя образовательная школа № 85 с филиалом в п. Токи-2, детский сад «Тополёк», детский сад «Маячок».

## Здравоохранение
Медицинскую помощь оказывают медицинские работники врачебной амбулатории МУЗ «ЦРБ». Аптеки в посёлке нет, лекарственное обеспечение возложено на медицинских работников врачебной амбулатории.